# یوبرچ
یوبرچ (به فرانسوی: Uberach) یک کمون در فرانسه است که در کانتون نیدربرون-لس-بین واقع شده‌است.

## ویژگی‌ها
یوبرچ ۲٫۰۱ کیلومترمربع مساحت و ۱٬۱۸۸ نفر جمعیت دارد.